# 東雲龍
東雲 龍（しののめ りゅう、3月25日 - ）は、日本の漫画家。女性。神奈川県在住。同人サークル「雲丹屋」（旧名：Hypnotic Angel）を主宰。

## 作品リスト

### オリジナル
- 『淫母に犯みつき』 （2005年8月発売、一水社〈イズミコミックス〉、ISBN 4-87076-611-6）
- 『愛玩天使 〜ゲーム原作コミック作品集〜』 （2006年5月発売、オークス〈COMIC XO〉、ISBN 4-86105-350-1）
- 『淫惨!!囚われたくノ一と姫君』 （2006年9月発売、桃園書房〈桃園コミックス〉、ISBN 4-8078-4253-6）
- 『卑猥な家族』 （2007年2月20日発売[2]、松文館〈別冊エースファイブコミックス〉、ISBN 4-7901-1890-8）
- 『Love&Hate』 （オークス〈COMIC XO〉、全3巻）
  1. 2007年4月25日発売[3]、ISBN 978-4-86105-436-5
  2. 2008年4月18日発売[4]、ISBN 978-4-86105-546-1
  3. 初回限定版：2009年2月25日発売[5]、ISBN 978-4-86105-692-5 / 通常版：2009年5月発売、ISBN 978-4-86105-773-1
- 『食べごろお姉さん』 （2008年4月15日初版発行[6]〈2008年3月発売〉、三和出版〈サンワコミックス〉、ISBN 978-4-88356-407-1）
- 『とろりん娘』 （2010年4月発売、クイン出版〈クインコミックス〉、ISBN 978-4-86284-089-9）
- 『ねぇね〜姉ときどき彼女』 （2010年4月発売、ジーウォーク〈ムーグコミックス〉、ISBN 978-4-86297-271-2）
- 『神篭りの少女』 （2010年5月25日発売[7]、オークス〈COMIC XO〉、ISBN 978-4-86105-935-3）
- 『ニンギョヒメ』 （2010年6月発売、コアマガジン〈メガストアコミックス〉、ISBN 978-4-86252-874-2）
- 『ひめ♡ごと』 （2011年4月28日発売[8]、実業之日本社〈マンサンコミックス〉、ISBN 978-4-408-17314-6）
- 『デレてみだら』 （2012年1月17日発売[9]、エンジェル出版〈エンジェルコミックス〉、ISBN 978-4-87306-409-3）
- 『ウレごろお姉さん』 （2012年6月10日初版発行[10]〈2012年4月27日発売[11]〉、三和出版〈サンワコミックス〉、ISBN 978-4-88356-469-9）
- 『彼女とフェチのエロい関係』　(2012年6月27日発売[12]、竹書房〈バンブーコミックス COLORFUL SELECT〉、ISBN 978-4-81247-909-4)
- 『なでしこ♡すいむ』 （2012年9月10日発売[13]、少年画報社〈ヤングコミックコミックス〉、ISBN 978-4-7859-3918-2）
- 『誘う妹』 （2013年6月10日発売[14]、少年画報社〈ヤングコミックコミックス〉、ISBN 978-4-7859-5062-0）
- 『正しくない恋愛のススメ』 （2014年2月10日発売[15]、少年画報社〈ヤングキングコミックス〉、ISBN 978-4-7859-5218-1）
- 『えっちぃ妹のカラダ 東雲龍初期作品集』 （2014年9月10日発売[16]、久保書店〈ワールドコミックスMAX〉、ISBN 978-4-76592-569-3）
- 『オレと彼女と終わる世界』 （竹書房〈バンブーコミックス COLORFUL SELECT〉、全2巻）
  1. 2015年2月17日発売[17]、ISBN 978-4-8019-5091-7
  2. 2016年1月27日発売[18]、ISBN 978-4-8019-5444-1
- 『ふたりとひとりの恋愛攻略』 （少年画報社〈ヤングキングコミックス〉、全2巻）
  1. 2015年4月30日発売[19]、ISBN 978-4-7859-5535-9
  2. 2016年1月30日発売[20]、ISBN 978-4-7859-5713-1
- 『死んじゃうくらいの快楽を』 （少年画報社〈ヤングキングコミックス〉、全3巻）
  1. 2016年11月30日発売[21]、ISBN 978-4-7859-5911-1
  2. 2017年6月30日発売[22]、ISBN 978-4-7859-6033-9
  3. 2017年11月30日発売[23]、ISBN 978-4-7859-6124-4
- 『セックスガールフレンズ』[24] （2017年4月28日発売[25]、ワニマガジン社〈ワニマガジンコミックススペシャル〉、ISBN 978-4-86269-488-1）
- 『女子高生がマーク付き同人誌を描いてみた』 （日本文芸社〈ニチブンコミックス CH COMICS〉、全2巻）
  1. 2017年12月9日発売[26]、ISBN 978-4-537-13666-1
  2. 2019年1月9日発売[27]、ISBN 978-4-537-13869-6
- 『ミックス。ケモ耳少女と繁殖しちゃお?』 （2018年10月10日発売[28]、少年画報社〈ヤングキングコミックス〉、ISBN 978-4-7859-6307-1）
- 『毒ある花の甘い蜜』 （2019年5月31日発売[29]、ワニマガジン社〈ワニマガジンコミックススペシャル〉、ISBN 978-4-86269-641-0）
  - 毒ある花の甘い蜜 （COMIC X-EROS #64、2018年2月）
  - 毒ある花の甘い蜜〜赤い部屋〜 （COMIC X-EROS #66、2018年4月）
  - 毒ある花の甘い蜜〜赤い棘〜 （COMIC X-EROS #68、2018年6月）
  - 毒ある花の甘い蜜〜赤い夜〜 （COMIC X-EROS #70、2018年8月）
  - 快感アプローチ （COMIC X-EROS #76、2019年2月）
  - ノーカウント （COMIC X-EROS #62、2017年12月）
  - 彼氏君の残念なオネガイ （COMIC X-EROS #60、2017年10月）
  - 天使の片思い 前編 （COMIC X-EROS #72、2018年10月）
  - 天使の片思い 後編 （COMIC X-EROS #74、2018年12月）
  - セックスワイフ （COMIC X-EROS #54、2017年4月）
  - アンネリズム （COMIC X-EROS #56、2017年6月）
- 『はめドル!』 （少年画報社〈ヤングキングコミックス〉、全4巻）
  1. 2019年8月8日発売[30]、ISBN 978-4-7859-6493-1
  2. 2020年2月12日発売[31]、ISBN 978-4-7859-6602-7
  3. 2020年9月10日発売[32]、ISBN 978-4-7859-6745-1
  4. 2021年4月12日発売[33]、ISBN 978-4-7859-6889-2
- 『なかだしトリップ』 （2021年3月15日発売[34]、ワニマガジン社〈ワニマガジンコミックススペシャル〉、ISBN 978-4-86269-770-7）
  - 絶倫マンション♡ （COMIC X-EROS #83、2020年3月）
  - 中出しトリップ♡ （COMIC X-EROS #84、2020年5月）
  - チョロカノ♡ （WEEKLY快楽天 2021年 No.08）
  - ムカつく女上司の体を乗っ取ってみた！ （COMIC X-EROS #81、2019年11月）
  - 快感デート♡ （COMIC X-EROS #79、2019年7月）
  - ガチンコ★フォーチュン （COMIC X-EROS #86、2020年9月）
  - 愛部屋〜女上司と部下の俺〜 （COMIC X-EROS #80、2019年9月）
  - ヤレルアプリ （COMIC X-EROS #87、2020年11月）
- 『アレが生えてRe:Start!』 （日本文芸社〈ニチブンコミックス CH COMICS〉、全2巻）
  1. 2020年5月19日発売[35]、ISBN 978-4-537-14244-0
  2. 2021年5月19日発売[36]、ISBN 978-4-537-14374-4
- 『まぐわい部屋の管理人さん』 （少年画報社『ヤングコミック』2021年6月号[37] - 2024年3月号[38]、〈ヤングキングコミックス〉、全5巻）
  1. 2021年12月9日発売[39]、ISBN 978-4-7859-7049-9
  2. 2022年7月11日発売[40]、ISBN 978-4-7859-7181-6
  3. 2023年2月9日発売[41]、ISBN 978-4-7859-7322-3
  4. 2023年9月11日発売[42]、ISBN 978-4-7859-7479-4
  5. 2024年5月10日発売[43]、ISBN 978-4-7859-7656-9
- 『成瀬ちゆりはコスりたい！』（日本文芸社『コミックヘヴン』Vol.62[44] - 連載中、既刊4巻）
  1. 2023年7月28日発売[45]、ISBN 978-4-537-14677-6
  2. 2024年2月29日発売[46]、ISBN 978-4-537-14780-3
  3. 2024年9月28日発売[47]、ISBN 978-4-537-14897-8
  4. 2025年5月29日発売[48]、ISBN 978-4-537-17236-2
- 『元カノたちとヤReなおし!?』（少年画報社『ヤングコミック』2024年6月号[49] -  連載中、既刊2巻）
  1. 2024年12月10日発売[50]、ISBN 978-4-7859-7826-6
  2. 2025年7月10日発売[51]、ISBN 978-4-7859-7973-7

### コミカライズ
- 『パパのいうことを聞きなさい! 〜小鳥遊の陽だまり〜』（2012年2月17日発売、原作：松智洋、集英社）
- 『だから僕は、Hができない。〜カエサルの煩悩〜』（2012年8月 - 2013年8月、原作：橘ぱん、エンターブレイン、全3巻）

### イラスト
- 東北地方太平洋沖地震チャリティーイラスト本「Smile/Yell」 - イラスト寄稿[52]
- 『ボクが乙女でひとり占め!』 （2013年5月 - 2013年10月、著：天草白、オーバーラップ〈オーバーラップ文庫〉、全2巻） - 挿絵・表紙絵